# Arrondissement de Mons
L'arrondissement de Mons est un ancien arrondissement du département de Jemmapes. Il fut créé le 17 février 1800 et supprimé le 11 avril 1814.

## Composition
Il comprenait les cantons de Boussu, Chièvres, Dour, Enghien, Lens, Mons (deux cantons), Pâturages, Le Rœulx et Soignies.